# Макијалонга (Фрозиноне)
Макијалонга је насеље у Италији у округу Фрозиноне, региону Лацио.
Према процени из 2011. у насељу је живело 64 становника. Насеље се налази на надморској висини од 613 м.